# S-Bahn Reno-Neckar
La S-Bahn Reno-Neckar (in tedesco S-Bahn RheinNeckar) è un servizio ferroviario suburbano che serve l'omonima regione metropolitana, situata fra i Land dell'Assia, Baden-Württemberg e Renania-Palatinato.
Le città principali servite dalla rete sono Heidelberg, Kaiserslautern, Karlsruhe, Ludwigshafen e Mannheim.

## Rete
- S 1 Homburg Hbf - Osterburken
- S 2 Kaiserslautern Hbf - Mosbach (Baden)
- S 3 Germersheim - Karlsruhe Hbf
- S 33 Germersheim - Bruchsal (via Heidelberg Hbf)
- S 4 Germersheim - Bruchsal
- S 5 Heidelberg Hbf - Eppingen
- S 51 Heidelberg Hbf - Aglasterhausen